# Detroit Falcons (CoHL)
Die Detroit Falcons waren eine US-amerikanische Eishockeymannschaft aus Fraser, Michigan. Das Team spielte von 1991 bis 1996 in der Colonial Hockey League.

## Geschichte
Die Mannschaft wurde 1991 unter dem Namen Michigan Falcons als Franchise der erstmals ausgetragenen United Hockey League gegründet. Im Anschluss an seine Premieren-Spielzeit wurde das Team in Detroit Falcons umbenannt. Der größte Erfolg der Falcons war der Gewinn des Division-Titels in den Jahren 1992 und 1995. In den Playoffs um den Colonial Cup war das Team aus der Metropolregion Detroit zwar stets vertreten, kam nach einem dreifachen Erstrundenaus jedoch auch in den Jahren 1995 und 1996 nicht über die zweite Runde hinaus.
Im Anschluss an die Saison 1995/96 wurde das Franchise nach Port Huron, Michigan, umgesiedelt, wo es anschließend unter dem Namen Port Huron Border Cats am Spielbetrieb der Colonial Hockey League – ab 1997 United Hockey League – teilnahm.

## Saisonstatistik
Abkürzungen: GP = Spiele, W = Siege, L = Niederlagen, T = Unentschieden, OTL = Niederlagen nach Overtime SOL = Niederlagen nach Shootout, Pts = Punkte, GF = Erzielte Tore, GA = Gegentore, PIM = Strafminuten
| Saison  | GP | W  | L  | T | OTL | SOL | Pts | GF  | GA  | Platz     | Playoffs                        |
| 1991/92 | 60 | 34 | 22 | 4 | —   | —   | 75  | 296 | 257 | 1., CoHL  | Niederlage in der ersten Runde  |
| 1992/93 | 60 | 36 | 20 | 4 | —   | —   | 76  | 303 | 239 | 2. CoHL   | Niederlage in der ersten Runde  |
| 1993/94 | 64 | 34 | 25 | 5 | —   | —   | 73  | 296 | 275 | 3., CoHLW | Niederlage in der ersten Runde  |
| 1994/95 | 74 | 45 | 27 | 2 | —   | —   | 92  | 329 | 273 | 1., CoHLW | Niederlage in der zweiten Runde |
| 1995/96 | 74 | 33 | 32 | — | —   | 9   | 75  | 275 | 310 | 3., CoHLE | Niederlage in der zweiten Runde |

## Team-Rekorde

### Karriererekorde
Spiele: 172  Bob McKillop
Tore: 101  Bob McKillop
Assists: 107  Savo Mitrovic
Punkte: 206  Bob McKillop
Strafminuten: 429  Garry Gulash

## Bekannte Spieler
- Clayton Young
- Uladsimir Zyplakou